# Evan Conlon
Evan Conlon (Estados Unidos, 21 de junio de 1999) es un jugador profesional estadounidense de rugby que se desempeña en la posición de medio scrum en Dallas Jackals, equipo perteneciente a la liga Major League Rugby.

## Carrera
En 2022, Conlon se unió al equipo Rugby Football Club Los Angeles (2022-2023), después pasó a Dallas Jackals, disputando su segunda temporada en la Major League Rugby.